# Нестеров, Антон Яковлевич
Антон Яковлевич Нестеров (1879 — ?) — слесарь, депутат Государственной думы II созыва от области Войска Донского, комиссар Временного правительства в Луганске.

## Биография
Иногородний из крестьян. Окончил уездное училище. Стал рабочим, слесарь механических мастерских на Голубовском руднике Берестово-Богодуховского горного товарищества (ныне Макеевка). Летом 1905 года стоял во главе забастовки горняков Ирминского рудника, требованиями которой были сокращение рабочего дня и ликвидация системы штрафов. Забастовка была подавлена. Состоял в Российской социал-демократической рабочей партии с 1903 г.
6 февраля 1907 года избран в Государственную думу II созыва от общего состава выборщиков избирательного собрания Области войска Донского. С 22 февраля 1907 года вошёл в состав в Социал-демократической фракции. По одним сведениям во время работы в Думе ориентировался на большевиков, по другим был близок к меньшевистскому крылу фракции.
Позже определённо примкнул к меньшевикам. Делегат V съезда РСДРП от Юзово-Петровского комитета Бурозовского рудника.
После Февральской революции 1917 был назначен Временным правительством комиссаром Славяносербского (Луганского) уезда. 3—24 июня 1917 делегат Первого Всероссийского съезда Советов рабочих и солдатских депутатов, избран во ВЦИК от меньшевиков. В июне 1917 года председатель Луганского Совета. 17 июня 1917 на заседании исполкома Луганского Совета произошла пикировка Нестерова и лидера луганских большевиков Клима Ворошилова. Ворошилов обвинил Нестерова, что он совмещает слишком много должностей: председатель Совета, уездный комиссар и председатель общественного комитета Луганска. Нестеров ответил обвинениями в адрес Ворошилова. По сообщению большевистской газеты «Донецкий пролетарий»: «оставшееся большинство [Совета] открыло частное заседание, на котором была освещена деятельность т. Ворошилова, которого все приветствовали, а в отношении г-на Нестерова решено прибегнуть к партийному суду за сознательную клевету». 24 июня Нестеров был снят с должности председателя Луганского Совета и его место занял меньшевик Макаров. После июльского кризиса по инициативе Нестерова вооруженные юнкера проверяли, на какие средства существует Луганский комитет большевиков.
29 августа после корниловского мятежа в Луганске был создан «Комитет спасения революции», включавший большевиков, эсеров и первоначально меньшевиков. Стоявший во главе комитета Ворошилов арестовал офицеров местного гарнизона. Одновременно с ними был подвергнут аресту и Нестеров. Общественный комитет Луганска как орган власти прекратил существование, а Нестеров был вынужден покинуть город.
Летом 1918 вернулся и некоторое время возглавлял городскую комиссию по борьбе со спекуляцией.
Дальнейшая судьба и дата смерти неизвестны.

### Рекомендуемые источники
- Кудряшов В. В. 2015. Социал-демократическая фракция II Государственной Думы: взгляд изнутри и оценки очевидцев. // Проблемы социально-экономического развития Сибири, № 4 (22) С. 99-104

### Архивы
- Российский государственный исторический архив. Фонд 1278. Опись 1 (2-й созыв). Дело 297; Дело 547. Лист 13.